# Johanna Vergouwen
Jeanne Vergouwen o 
Johanna Vergouwen (Anversa, 1630 – Anversa, 11 marzo 1714) è stata una pittrice fiamminga.
Figlia del pittore-decoratore Louis Vergouwen (morto nel 1659), figlio di Pierre Vergouwen  (morto nel 1631) e di sua moglie Maaike Verwerff, figlia del pittore Hans Verwerff;  la sorella Maria era sposata con Michiel Immenreat.
Fu alunna di Balthazar van den Bossche e di Lucas van Uden.

## Opera
- Gemelli con cavalli di legno [1], olio su tela, 1668, Christie's, Amsterdam, 6 maggio 2008, 120 250 €, n° 180.
- Copia di 1673 di un quadro di Van Dyck,  Sansone e Dalila, Città del Messico, Museo Nacional de San Carlo.
- Ritratto di scultore, venduto in Parigi, 14 giugno 1954.